# イズミヤショッピングセンター神戸玉津
イズミヤショッピングセンター神戸玉津（イズミヤショッピングセンターこうべたまつ、英: Izumiya Shopping Center Kobe-Tamatsu）は、エイチ・ツー・オー商業開発が管理・運営するショッピングセンターである。所在地は神戸市西区森友3丁目7番3号。中核店舗はイズミヤと無印良品。開業時はスーパーセンター業態の店舗だった。

## 沿革
- 2006年4月7日に、国内5店舗目となる「イズミヤスーパーセンター」として開業[1]。開業当初はスーパーセンター業態の店舗であった為、1階の殆どをイズミヤが直営していた。
- しかし、運営企業の再編等により2021年に改装。この時は直営売場の一部にココカラファインが出店した[2]。
- また、2023年にも改装工事を実施。無印良品やモスバーガーが出店する等、2021年とは異なり大幅に改装。店舗外装もリニューアルし、「イズミヤスーパーセンター」の看板を撤去。新たに「イズミヤSC」の看板が設置された。イズミヤが4面使用していた店舗最上部の看板も、イズミヤ2面・無印良品2面に変更された。

## 営業時間
- - 平日：10:00～20:00
  - 土・日・祝：9:00～20:00

## 交通アクセス
- 公共交通機関
  - JR西日本山陽本線 (JR神戸線)「明石駅」よりバスで「玉津環境センター前」下車、徒歩1分または「変電所前」下車、徒歩5分

## 主なテナント
- イズミヤ
- ココカラファイン
- 無印良品
- セリア
- メガネスーパー
- ハニーズ
- マックハウス
- モスバーガー
- ケンタッキーフライドチキン
- ビアードパパ
- サーティワンアイスクリーム
- ダイヤクリーニング
- ジュエルカフェ
- カメラのキタムラ
- わくわく広場